# Miquel Soler
Miquel Soler Sararols (* 16. März 1965 in Girona) ist ein ehemaliger spanischer Fußballspieler und zuletzt 2015 kurzzeitig Trainer von RCD Mallorca.

## Karriere

### Verein
Soler feierte sein Profidebüt in der Saison 1983/84 bei Espanyol Barcelona und entwickelte sich nach seiner Ausleihe zu CE l’Hospitalet zu einem wichtigen Spieler. In seiner vierten Saison erreichte er mit seinem Verein den 3. Platz der spanischen Liga und die Finalspiele des UEFA-Pokals, in denen er mit seiner Mannschaft gegen Bayer 04 Leverkusen verlor.
In der Saison 1988/89 wechselte Soler zum Nachbarn FC Barcelona, wo er gleich in seiner ersten Saison den Europapokal der Pokalsieger holte. In der Saison 1991/92 wechselte er zu Atlético Madrid, kehrte aber in der darauffolgenden Saison zu Barcelona zurück.
Nach zwei Saisons beim FC Sevilla wechselte Soler 1995 zu Real Madrid. Mit 33 Jahren unterzeichnete er seinen letzten Vertrag bei RCD Mallorca, wo er jedoch noch weitere fünf Jahre spielte und sogar noch einmal den Copa del Rey gewann. Im Alter von 38 Jahren beendete er seine Spielerkarriere mit 12 Toren in 504 Spielen, was Platz sechs in der Rekordspieler-Tabelle der Primera División bedeutet.

### Nationalmannschaft
Soler absolvierte von 1987 bis 1991 neun Länderspiele für die spanische Fußballnationalmannschaft. Sein Debüt hatte er beim Qualifikationsspiel zur Europameisterschaft 1988 am 29. April 1987 in Bukarest bei der 3:1-Niederlage gegen Rumänien.

### Trainerkarriere
Von 2011 an war Soler Trainer bei RCD Mallorca B. Nach der Entlassung von Waleri Karpin stieg Soler 2015 zum Cheftrainer der ersten Mannschaft des Clubs auf. Doch nach 18 Ligaspielen wurde sein Vertrag am Saisonende nicht verlängert und er ist seitdem ohne neuen Verein.

## Erfolge
- Espanyol Barcelona:
  - UEFA-Pokal (Finalist): 1987/88
- FC Barcelona:
  - Europapokal der Pokalsieger: 1988/89
  - Europapokal der Pokalsieger (Finalist): 1990/91
  - UEFA Super Cup: 1992
  - Primera División: 1990/91, 1992/93
  - Copa del Rey: 1989/90
  - Supercopa de España: 1992
- Atlético Madrid:
  - Copa del Rey: 1991/92
- RCD Mallorca:
  - Copa del Rey: 2002/03
  - Supercopa de España: 1998
  - Europapokal der Pokalsieger (Finalist): 1998/99